# Anomalon cruentatum
Anomalon cruentatum ist eine Schlupfwespe aus der Unterfamilie Anomaloninae. Sie ist in Mitteleuropa die einzige Art der Gattung Anomalon. Die Art wurde von dem französischen Zoologen Étienne Louis Geoffroy im Jahr 1785 als Ichneumon cruentatum erstbeschrieben. Das lateinische Art-Epitheton cruentatus bedeutet „blutbefleckt“. Ein Synonym ist Anomalon foliator (Fabricius, 1798).

## Merkmale
Die Schlupfwespen sind zwischen 6 und 11,5 mm lang. Sie weisen einen sehr schlanken Petiolus (Stielchenglied) auf. Hinterleib und Hinterbeine sind schlank und verlängert. Diese Eigenschaften sind typisch für Vertreter der Unterfamilie Anomaloninae. Das Propodeum weist eine netzartige Struktur auf. Der Clypeus ist an der Spitze gerundet. Die Bohrerklappen der Weibchen messen etwa 1,3–2,3 mm und sind etwa 1,2 mal so lang wie die hinteren Tibien. Die Männchen sind schwarz gefärbt, während bei den Weibchen Kopf, Thorax und Coxae rötlich bis rotbraun gefärbt sind. Das erste metasomale Tergit der Weibchen ist häufig auf den hinteren zwei Dritteln gelblich gefärbt. Die Tergite 2–7 der Weibchen sind schwarz. Das siebente Tergit der Weibchen weist am Hinterrand einen schmalen dreiecksförmigen rotgelben Fleck auf. Die Femora und Tibien der Weibchen sind gelbbraun gefärbt. Die hinteren Tibien sind an der Basis weißlich gefärbt. Die Fühler der Weibchen besitzen 23–27 Geißelglieder. Das schlanke Pterostigma der Vorderflügel ist dunkelbraun. 

## Verbreitung
Anomalon cruentatum ist in der Paläarktis und in der Orientalis verbreitet. In Europa ist die Art weit verbreitet. Das Vorkommen erstreckt sich von Fennoskandinavien und der Insel Großbritannien im Norden Europas bis in den Mittelmeerraum und nach Nordafrika im Süden sowie nach Asien (Iran, Kasachstan) im Osten.

## Lebensweise
Anomalon cruentatum gilt als eine typische „Steppenart“, die trocken-warme Lebensräume bevorzugt und häufig auf grasigem Ödland angetroffen wird. Die Flugzeit dauert etwa von Ende Mai bis Mitte September. Die Schlupfwespen sind solitäre koinobionte Endoparasitoide von Larven verschiedener Schwarzkäfer (Tenebrionidae) sowie Raupen aus der Überfamilie Noctuoidea. Bekannte Wirtsarten sind die Käferart Gonocephalum rusticum, die Ypsiloneule sowie der Kamel-Zahnspinner. Die Eier werden in die Wirtslarven abgelegt. Die Wirtslarven verpuppen sich noch. Die Schlupfwespen erscheinen schließlich aus den Wirtspuppen.

## Bilder

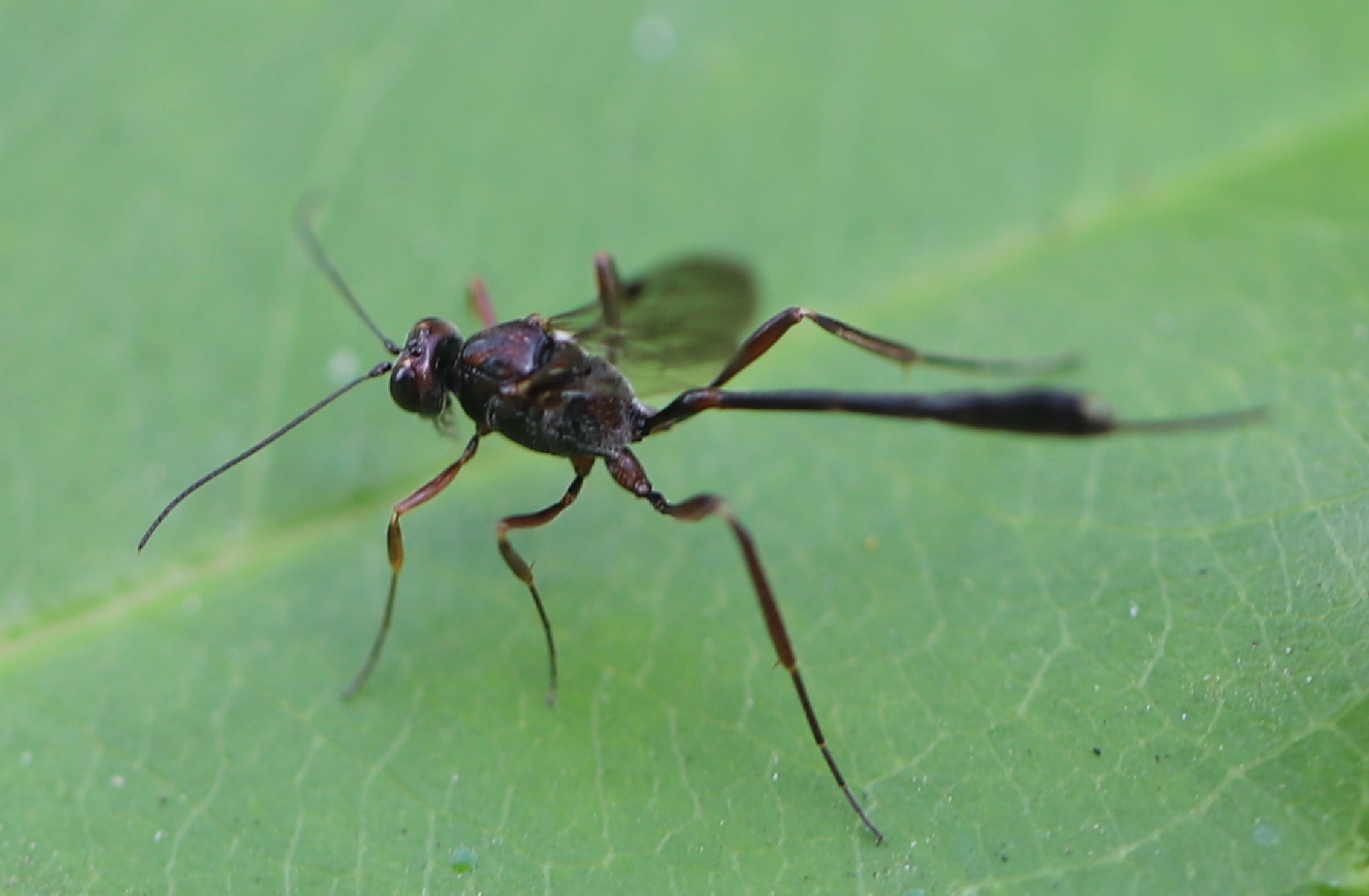
Weibchen
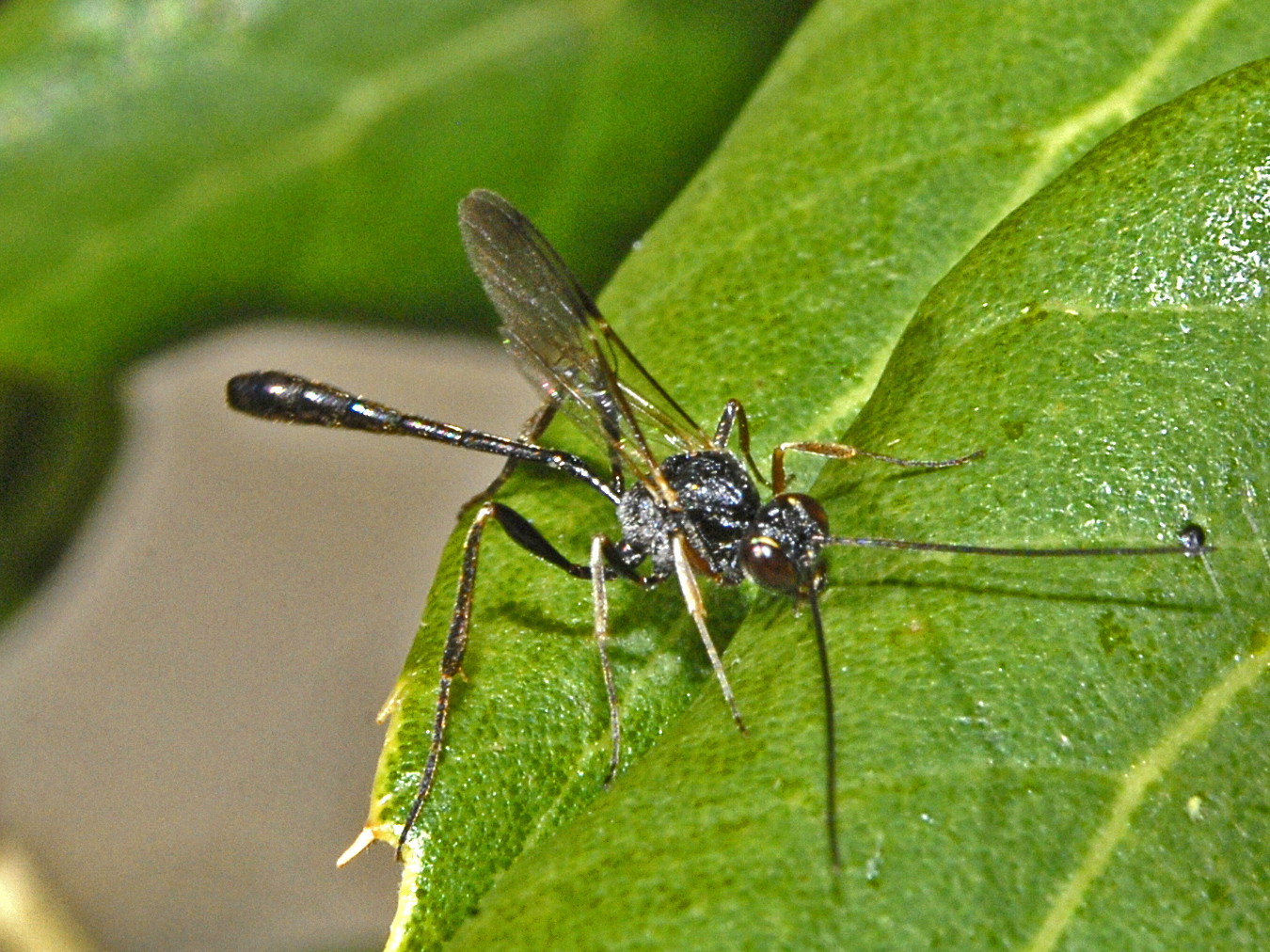
Männchen
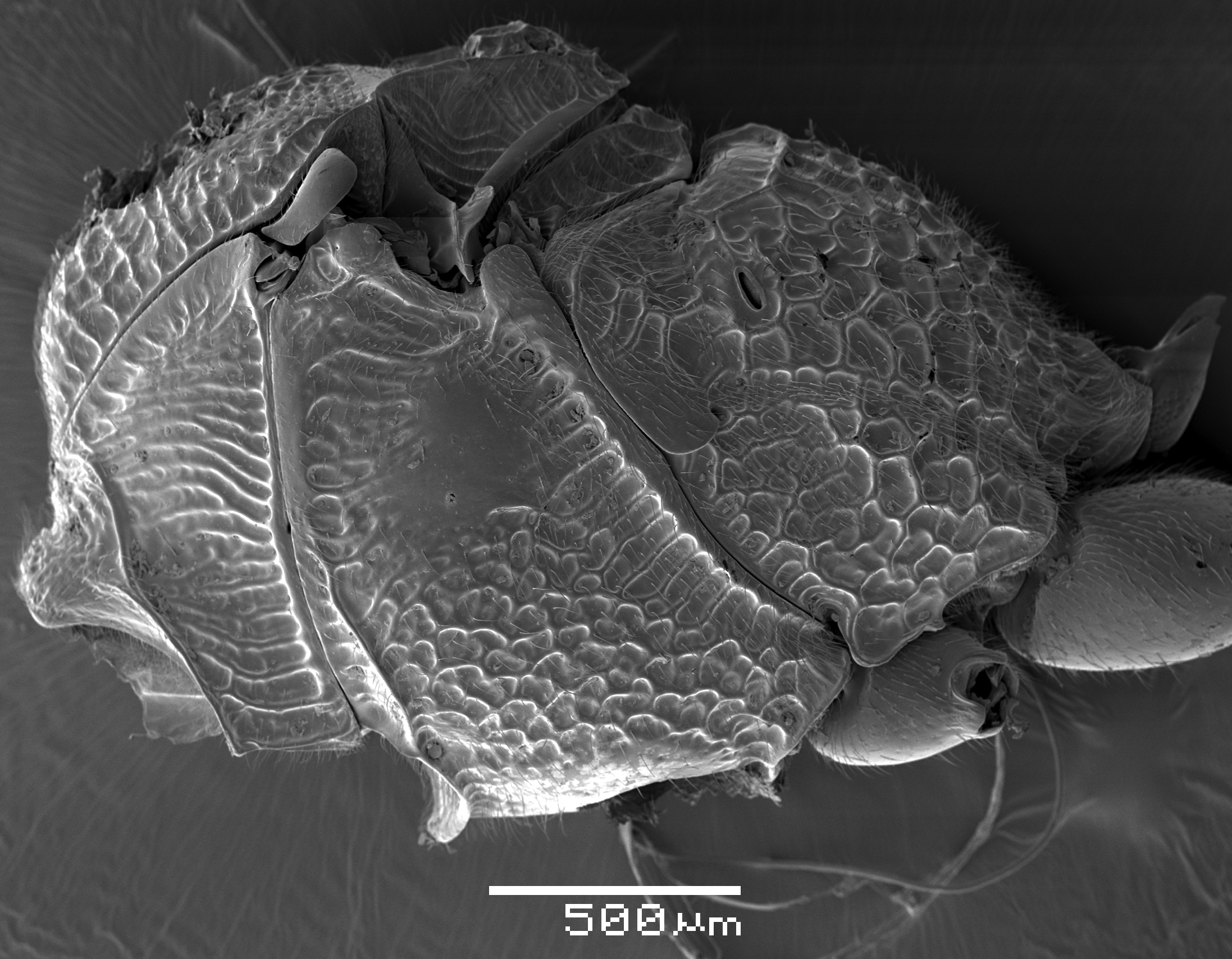
Mesosoma eines Weibchens